# Пищиков Олександр Кузьмич
Олександр Кузьмич Пищиков (25 грудня 1905, Суми, Російська імперія — 22 вересня 1986, Київ, Українська РСР) — радянський і український кінооператор-постановник. Нагороджений орденом Трудового Червоного Прапора, медалями.

## Біографія
Закінчив Київський кіноінститут (1931). 
Знімав військові фільми («Зустрічний бій на марші» та ін.). 
Один із засновників української операторської школи, продовжувач традицій Д.П. Демуцького. Першим здійснив повітряні зйомки в кіно.
Учасник Великої Вітчизняної війни.
Працював усе життя на Київській кіностудії ім. О. П. Довженка.
Був членом Спілки кінематографістів України.
Родина:
- Дочка: Акайомова (Пищикова) Наталія Олександрівна — радянський, український режисер монтажу та режисер-документаліст.

## Фільмографія
Здійснив повітряні зйомки до фільмів:
- «Новели про героїв-льотчиків» (1937)
- «Винищувачі» (1939)
- «Ескадрилья № 5»
- «Моряки» (1939)
- «Третій удар» (1948, зйомки на натурі у співавт. з А. Колошиним і Ю. Разумовим)

Кінооператор-постановник:
- «Третій удар» (1948, у співавт. з М. Кириловим)
- «Тарапунька і Штепсель під хмарами» (1953, у співавт. з С. Ревенком)
- «Нерозлучні друзі» (1953, у співавт. з В. Войтенком)
- «Тривожна молодість» (1955)
- «Головний проспект» (1956)
- «Гори, моя зоре» (1957)
- «Далеке і близьке» (1957)
- «Блакитна стріла» (1958)
- «Королева бензоколонки» (1962)
- «Сувора гра» (1964)
- «Лють» (1965, у співавт. з В. Войтенком)
- «Місяць травень» (1966)
- «Втікач з «Янтарного»» (1969)
- «Ніна» (1971)
- «Випадкова адреса» (1972)
- «Жодного дня без пригод» (1972)
- «Земні та небесні пригоди» (1974)
- «Острів юності»
- «Право на любов» (1976)
- «За все у відповіді» (1978, т/ф, 2 с, у співавт. з К. Лавровим)
- «Дивна відпустка» (1980, т/ф, 3 с)
- «Таємниці святого Юра» (1982)

та інші.